# Viking Stadion
Viking Stadion, SR-Bank Arena, är en fotbollsanläggning vid Jåttåvågen i Stavanger i Norge. Första spadtaget på Viking Stadion togs 2003, och anläggningen öppnades den 1 maj 2004. På Viking Stadion, som ersatte den tidigare Stavanger Stadion, spelar Viking FK sina hemmamatcher i norska Tippeligaen i fotboll för herrar. Publikrekordet är från 2007 och är på 16 600 åskådare.